# Klemm L 25

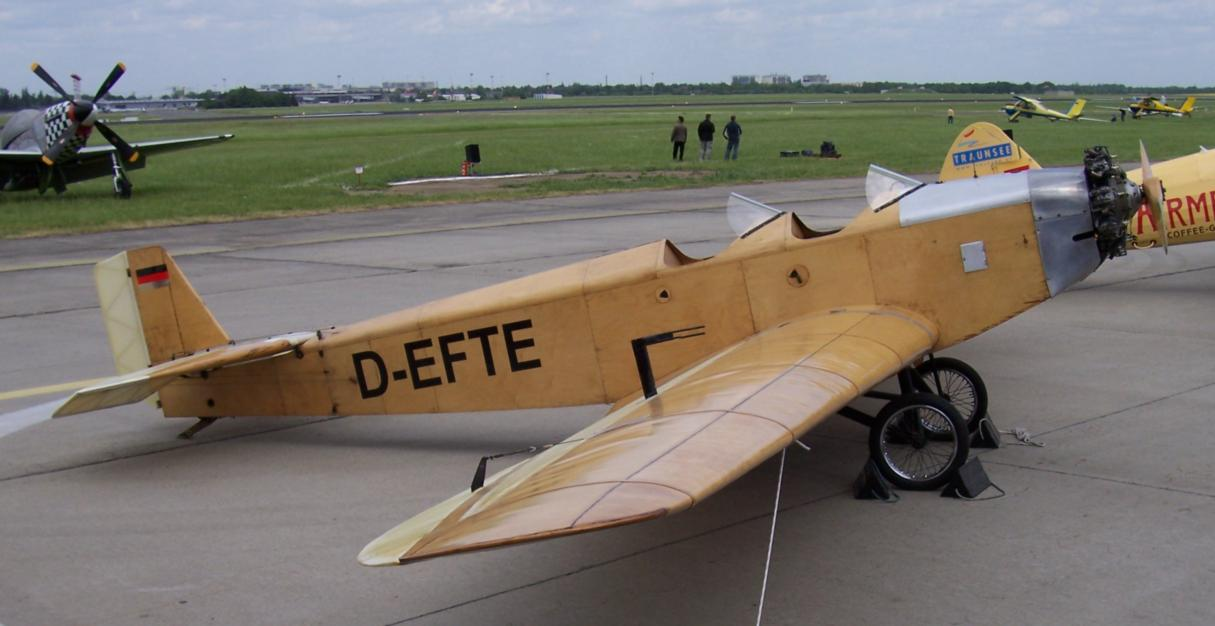
Klemm L 25 lors du salon aéronautique ILA de 2006

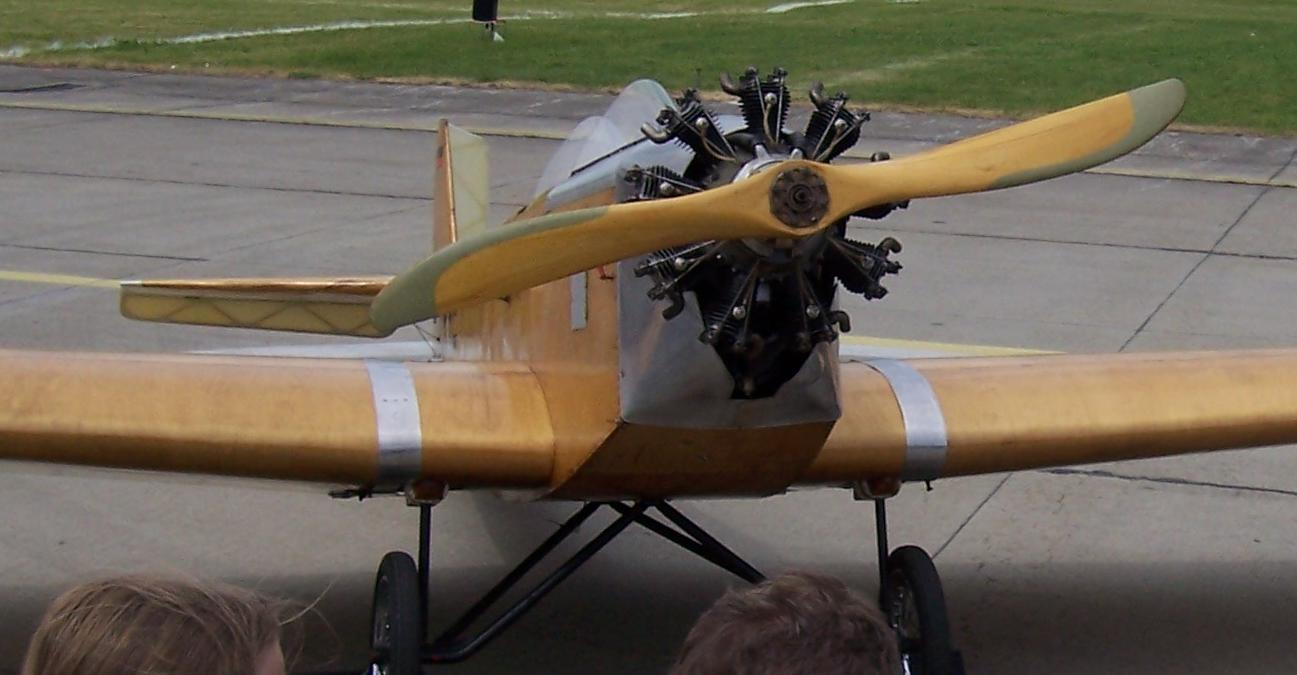
Vue de face

Le Klemm L 25 est un monoplan biplace en tandem d’école et de sport à train classique fixe allemand de l'entre-deux-guerres.

## Dérivé duDaimler L 20
Dessiné en 1927 par Hanns Klemm et Robert Lusser, nommé responsable du bureau d’études de Leichtflugzeugbau Klemm à Böblingen, c’était une évolution du Daimler L 20B, dont le prototype conservait structure en bois, la partie arrière de l’aile et les surfaces mobiles étant entoilées, mais aussi la motorisation, un Daimler F7502. Entre 600 et 700 Klemm L 25/VL 25 furent construits entre 1927 et 1936 à Böblingen, de nombreux exemplaires étant encore en service au début de la Seconde Guerre mondiale. Entretemps ils étaient devenus Klemm Kl 25 dans le système de désignation du RLM. On compte de nombreuses versions, les modifications de cellules étant désignées par une lettre minuscule (a, b, c…), et les motorisations successives par des chiffres romains (I, II, III…).

## Tous les modèles...ou presque
- Klemm L 25 : Le prototype et les premiers exemplaires de série avec moteur Mercedes F7502 ou F7502a.
  - Klemm L 25I : Apparu en 1928 avec un moteur Salmson 9Ad et remplacement du système de gauchissement d’aile par des ailerons.
  - Klemm L 25IW : Version hydravion.
  - Klemm L 25EI : Monoplace de course à moteur Argus As 8 construit en 1930 avec une envergure réduite.
  - Klemm L 25EIb : Monoplace de course à moteur Argus As 8 avec voilure standard.
- Klemm L 25a : Quelques appareils à moteur F7502.
  - Klemm L 25aI : Apparu en 1929 avec un moteur Salmson 9Ad, c’est la version la plus répandue, qui se distingua dans de nombreuses compétitions sportives : Le 11 avril 1930 Margarete Fusbahn sur le [D-1505] porte le record d’altitude de la catégorie à 4 614 mètres. Du 2 au 4 septembre 1930 Maryse Bastié établit avec cet avion un record de durée de vol (37 heures 55 minutes). Entretemps, le 24 juillet 1930, Wolf Hirth décollait de Berlin-Staaken à bord du [D-1753] en vue d’une traversée de l’Atlantique. Après plusieurs escales il atteignait l’Islande le 1er août, mais devait abandonner en raison du mauvais temps. Elly Beinhorn quitta Berlin-Tempelhof le 4 janvier 1931 pour l’Afrique de l’Est, mais dut effectuer un atterrissage d’urgence à Tombouctou en raison d’un problème de moteur qui provoqua la destruction de l’avion. Un autre L 25aI fut équipé d’une cabine fermée pour participer à une des expéditions parties à la recherche de Nobile.
  - Klemm L 25aIV : Équipé d’un Armstrong-Siddeley Genet, un exemplaire fut engagé dans le Challenge International de Tourisme en 1930.
  - Klemm L 25aV : Quelques exemplaires de course reçurent un Argus As8.
  - Klemm L 25aVI : Modèle équipé d’un moteur BMW X.
- Klemm L 25b : Apparu en 1931 avec un moteur Mercedes F5702a, c'est le modèle à avoir connu le plus grand nombre de remotorisations.
  - Klemm L 25bI : Moteur Salmson 9Ad.
  - Klemm L 25bIV : Moteur Armstrong-Siddeley Genet.
  - Klemm L 25bVI : Moteur BMW X.
  - Klemm L 25bVII : Moteur Hirth HM60.
    - Klemm L 25bfVII : Envergure réduite et fuselage modifié.

  - Klemm L 25bVIIR : Moteur Hirth HM60R.
    - Klemm L 25bfVIIR : Envergure réduite et fuselage modifié.

  - Klemm L 25bXI : Moteur Pobjoy R.
- Klemm L 25c : Apparu en 1931/1932 avec un fuselage et un train d’atterrissage modifiés et un réservoir agrandi.
  - Klemm L 25cVI : Moteur BMX Xa.
  - Klemm L 25cVII : Moteur Hirth HM60.
  - Klemm L 25cVIIR : Moteur HM60-R1.
  - Klemm L 25cXI : Moteur Pobjoy R.
    - Klemm L 25cfXI : Envergure réduite.
- Klemm L 25d : Nouvelle série apparue en 1933.
  - Klemm L 25dII : Moteur Siemens Sh 13a.
  - Klemm L 25dVII : Moteur Hirth HM60.
  - Klemm L 25dVIIR : Moteur Hirth HM60-R2. Ce modèle se distingua dans diverses compétitions sportives entre 1933 et 1936.
- Klemm L 25e : Dernier modèle biplace, produit à partir de 1934 dans une seule version.
  - Klemm L 25eVIIR : Moteur Hirth HM60R-2.
- Klemm VL 25 : Version triplace produite à partir de 1928.
  - Klemm VL 25I : Moteur Salmson 9Ad.
  - Klemm VL 25aI : Moteur Salmson 9Ad.
  - Klemm VL 25aII : Moteur Siemens Sh13a.
  - Klemm VL 25aV : Moteur Argus As8.
  - Klemm VL 25cVII : Moteur Hirth HM60.
  - Klemm VL 25cVIIR : Moteur HM60R-2.

## Aeromarine-Klemm
En 1927 le Klemm L 25 fut introduit sur le marché américain par Boland Aeroplace Co, filiale de la société Aeromarine formée spécialement à Newark, New Jersey. Quelques exemplaires à moteur Salmson 9Ad furent importés d’Allemagne, mais une licence de production fut rapidement achetée et la société Aeromarine-Klemm formée pour produire sous licence le L 25.
- Aeromarine-Klemm AKL-25 : Une soixantaine d’appareils construits à Keyport avec moteur Salmson 9Ad de 40 ch. Vendu 3 350 U$ en 1928, l’appareil pouvait être modifié en hydravion avec deux flotteurs EDO. Certains appareils de série ont été produits comme AKL-25A avec un réservoir agrandi et quelques exemplaires modifiés par la suite en AKL-26A[3].
- Aeromarine-Klemm AKL-26 : Une dizaine d’appareils construits en 1929/1930 avec un moteur LeBlond 5D de 65 ch.
  - Aeromarine-Klemm AKL-26A : Similaire au précédent, mais avec réservoir de carburant agrandi, la distance franchissable passant de 525 à 775 km. Environ 40 exemplaires construits, dont au moins un [NC163M] remotorisé avec un Armstrong-Siddeley Genet de 80 ch.
  - Aeromarine-Klemm AKL-26B : En 1930 sortit ce modèle remotorisé avec un LeBlond 5DF de 875 ch. Au moins 14 exemplaires construits, dont 2 modifiés en AKL-27. Cet appareil est également connu sous la désignation Aeromarine 85 Flyer (à ne pas confondre avec l'Aeromarine 85).
  - Aeromarine-Klemm AKL-26X Special : Un AKL-26 [X15640] remotorisé avec un Velie M-5 de 65 ch en 1932.
  - Aeromarine-Klemm AKL-60 : 3 AKL-60 modifiés en 1930 [NC120H et NC122H/123H].
- Aeromarine-Klemm AKL-27 : 2 AKL-26B [NR387N, NR863W] remotorisés avec un LeBlond 7DF de 110 ch.
- Aeromarine-Klemm AKL-70 : Modèle proposé en 1929 avec un LeBlond 5E de 70 ch. En 1931 Aeromarine Plane & Motor Co tentera de relancer ce modèle comme Aeromarine 70 Trainer au prix unitaire de 2 500 U$.
- Keane HKL-27 : En pleine Grande Dépression Horace Keane et N.W. Dalton tentèrent de vendre ce modèle équipé d’un moteur de voiture Ford V-8 de 82 ch, ce qui ramenait le prix du biplace à 1 800 U$. 5 exemplaires seulement furent construits.

## British KlemmL-25C et dérivés
- British Klemm L-25C : En 1932 G.H. Handasyde acheta une licence du Klemm L 25c qu’il entendait commercialiser en Grande-Bretagne[4]. La British Klemm Aeroplane Co Ltd fut formée à Hansworth en février 1933 pour construire en série le biplace allemand avec un moteur Pobjoy R de 90 ch. L’évolution de la situation internationale devait conduire à rebaptiser la société British Aircraft Manufacturing Co Ltd en 1935. Au début de la Seconde Guerre mondiale la RAF réquisitionna 4 British Klemm L-25C.
- British Klemm Swallow : Biplace de tourisme dérivé du Klemm L 25e dont le premier vol fut réalisé en novembre 1933. Ce monoplan à aile basse en porte-à-faux et train classique fixe fut construit à 28 exemplaires.
- British Aircraft Manufacturing Swallow II : 107 appareils construits par British Aircraft Manufacturing. 9 exemplaires furent réquisitionnés par la RAF en 1940/41 et utilisés comme planeurs par le RAE pour des essais de remorquage, jusqu'à 4 Swallow étant tractés par des Handley Page Heyford ou Armstrong Whitworth Whitley. Un Swallow II fut également acheté sur le marché civil à Ceylan et utilisé par la Navy pour les liaisons avec (... serial [NP491] ?).

## Les exemplaires survivants
Une quinzaine de Klemm L 25 sont encore visibles aujourd’hui :
- L 25a [OH-KLA] (c/n 137), ex OH-ABA, K-SABA, conservé au Musée Aéronautique d'Helsinki, Finlande[5].
- L 25b [D-1611] (c/n 138), ex TS-ABB, EZ-AAB, F-PCDA, appartenant au Musée du Transport et des Techniques de Berlin, exposé dans le terminal de l'aéroport de Berlin-Tempelhof.
- L 25Ia [G-AAUP] (c/n 145), appartenant à un particulier de Kilkerran, Grande-Bretagne.* L 25aVI [D-1638] (c/n 149), ex D-EFAR, au Musée BMW de Munich.
- L 25Ia [D-EFTE] (c/n 152), actuellement en Allemagne, ex G-AAHW, D-ELFK, conservé en état de vol au Musée volant (Fliegendes Museum) de Josef Koch à Grossenhain, près de Dresde. www.fliegendes-museum.de
- L 25Ia [G-AAXK] (c/n 182), dont le fuselage est conservé par les Amis de Biggin Hill, Grande-Bretagne.
- L 25bI [30-22] (c/n 277), ex CH-272, HB-EFU, D-ENAF, exposé au Musée de l'Air de Madrid, Espagne.
- L 25dVIIR [LX-MAF] (c/n 772), ex LX-SAF, LX-ACA, classé comme monument historique.
- L 25dII [VH-UUR] (c/n 796), ex HB-XAL, toujours en état de vol, propriété de Wiseman's Ferry, Sydney, Australie.
- L 25dVIIR [D-EJOL] (c/n 798), appartenant à la ville de Böblingen.
- L 25eVIIR [TF-SUX] (c/n 847), ex D-ESUX, à Reykjavik, Islande, propriété d'un particulier.
- L 25eVII [D-EMDU] (c/n 980), ex SE-ANF, au Deutsches Museum de Munich.
- L 25dVIIR [OH-ILI] (c/n 1129), toujours en état de vol à Turku, Finlande, propriété d'un particulier.
- L 25d [OH-ILL] (c/n 1230), en cours de restauration par un particulier à Pihtipudas, Finlande.
- British Klemm L-25C [G-AXCW], conservé à Bexhill-on-Sea, Grande-Bretagne.
- Aeromarine-Klemm AKL-25 [N320N], dans les collections d'Old Rhinebeck Aerodrome, New York, États-Unis.
- Enfin des éléments d'un L 25 [CC-PPE] conservés dans les réserves du Musée National Aéronautique de Santiago, Chili.